# Torres de defensa (Huerta de Alicante)

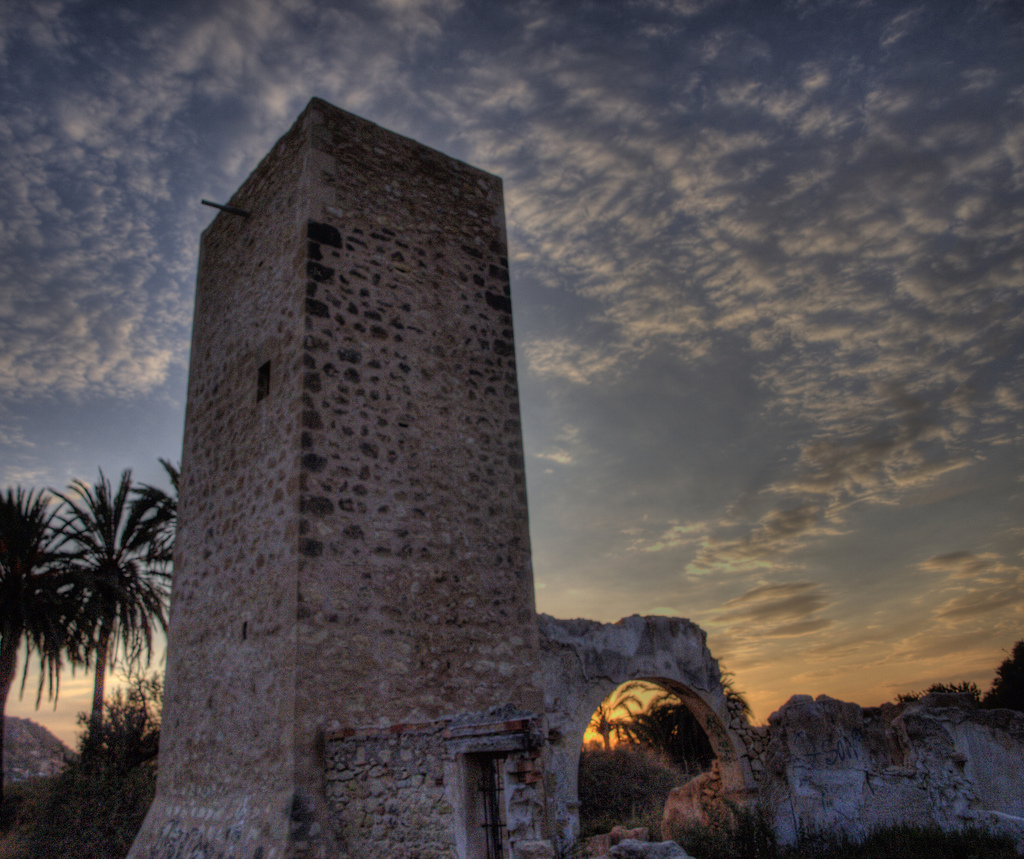
La Torre Conde es una de las 20 torres de defensa conservadas en la huerta de Alicante

Las Torres de defensa de la huerta de Alicante (ss. XV–XVII) son construcciones defensivas levantadas en la Huerta de Alicante para defenderse de los ataques de los piratas berberiscos. En la actualidad están integradas casi todas en el paisaje urbano, concretamente en el Distrito 4 que incluye Albufereta, Condomina y Santa Faz, ya que el espacio huertano prácticamente ha desaparecido. Durante el siglo XX, algunas de las torres fueron derribadas, sabiendo de la existencia documentada de hasta 43 de ellas, pero en la actualidad solo se conservan en pie 25, algunas de ellas en un estado de deterioro avanzado a pesar de que están declaradas como Bien de Interés Cultural (BIC).

## Ubicación
Las torres se encuentran ubicadas cerca de la red de caminos que comunicaban tanto internamente la huerta, como externamente con el resto del antiguo Reino de Valencia. Entre los caminos más importantes destaca el antiguo camino de Jijona, que era el que comunicaba Alicante con Valencia por el interior a través de Játiva, y el antiguo camino de la Villajoyosa que comunicaba Alicante con Valencia pero por la costa. 

## Características
Existían tres tipos de torres: las de vigía, situadas cerca de la línea costera y que tenían como el objetivo vigilar y avisar la llegada de enemigos por el mar; las de refugio, localizadas más al interior y cerca de la población, cuya finalidad era la de refugiar a los habitantes que vivían en los alrededores; y las de defensa que servían también como refugio y se localizaban cerca de núcleos de población o de hitos a proteger. Estas últimas disponían de elementos constructivos que permitían atacar al enemigo (almenas, aspillareas, saeteras y troneras).

## Catálogo de torres conservadas en Alicante
En el término municipal de Alicante se conservan 18 torres, 12 de las cuales están situadas en la partida de La Condomina, 5 en la partida de La Albufereta y 1 en la partida de la Santa Faz. Las otras 7 se sitúan en los términos municipales de San Juan de Alicante (4 torres), Muchamiel (3 torres) y Campello (2 torres).

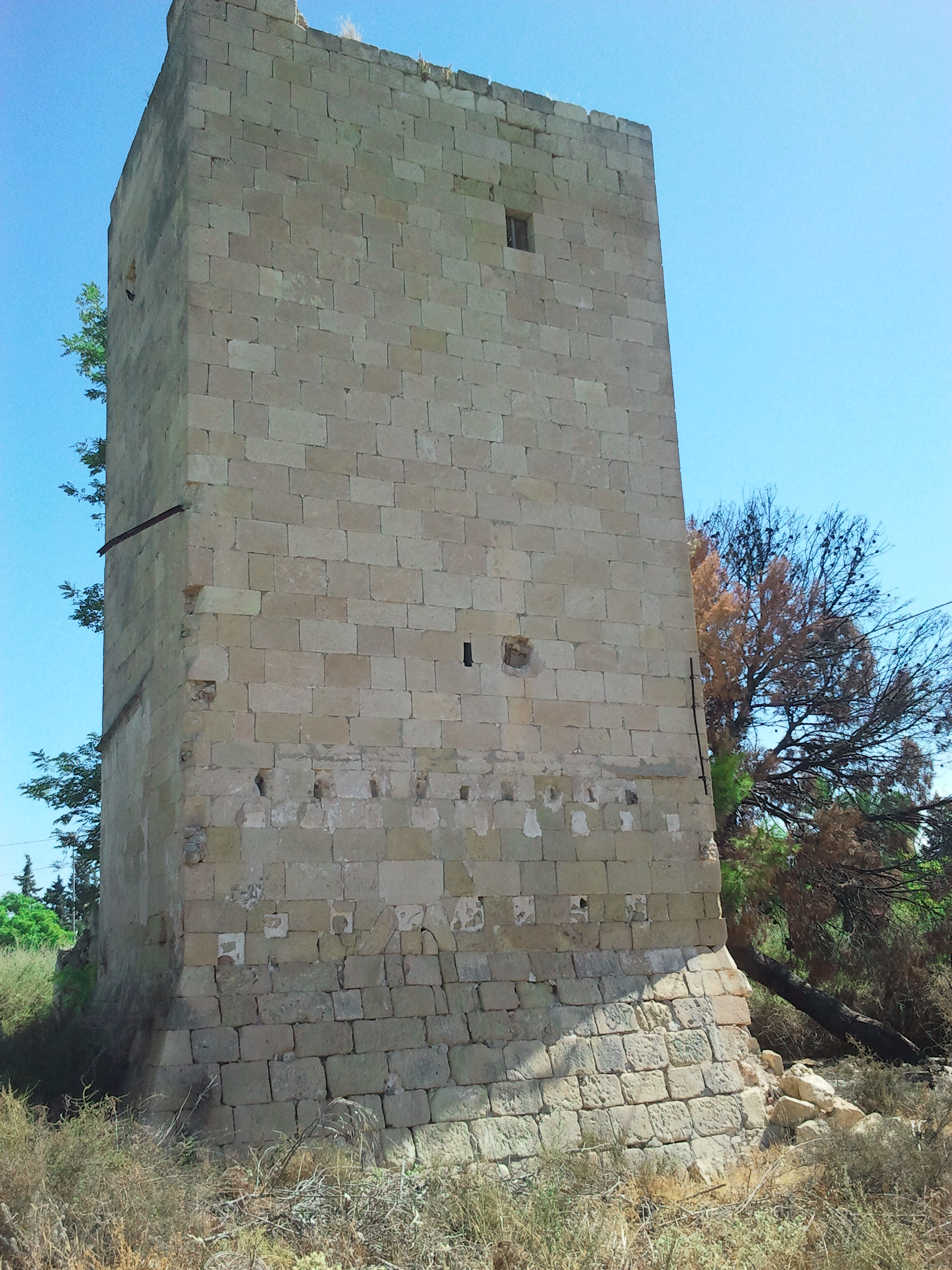
La Torre Ciprés

Las pertenecientes al municipio de Alicante (excepto una limítrofe) son:

### Partida de la Condomina
- Torre Plasía (siglo XVI-XVII)
- Torre El Ciprés (1661)
- Torre Media Libra (siglo XVI-XVII)
- Torre de Rejas (siglo XVI)
- Torre Boter (siglo XVI-XVII)
- Torre Guixot o Fabián (siglo XVII-XVIII) (destruida el 1990)
- Torre Bosch (siglo XVI)
- Torre Juana (siglo XVII-XVIII)

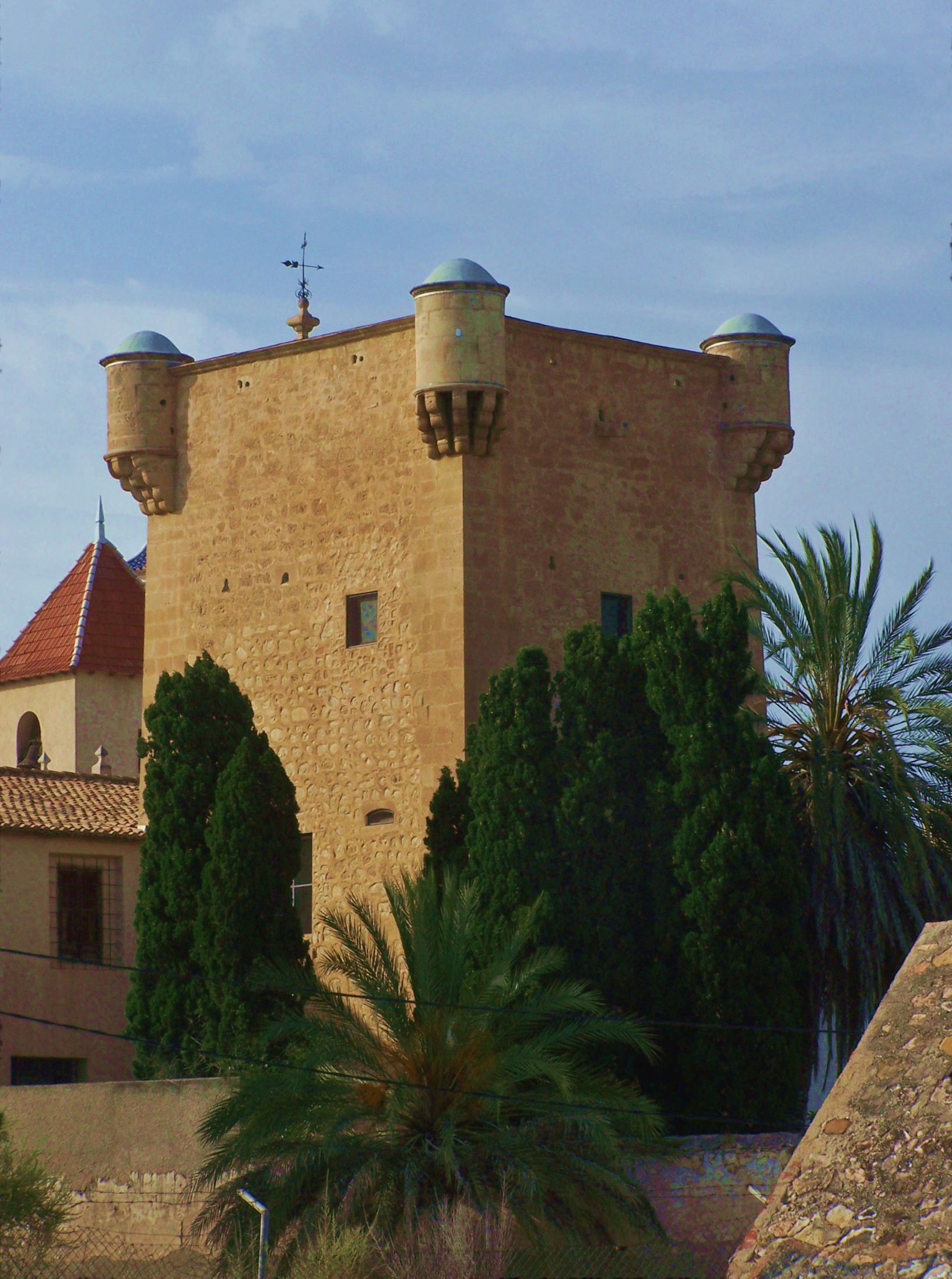
La Torre de Santa Faz

- Torre Nicolau o Alameda (siglo XVI)
- Torre Villagarcía o Boacio (siglo XVII, reformas siglo XIX)
- Torre Soto (siglo XVII-XVIII, reformas siglo XIX)
- Torre Cacholí (siglo XVII-XVIII)
- Torre del Conde (siglo XVI)
- Torre Cadena (siglo XVI-XVII) (limítrofe al término de Alicante, aunque perteneciente al de San Juan).

### Partida de la Albufereta
- Torre Águilas (siglo XVI-XVII)
- Torre Santiago (siglo XVI-XVII)
- Torre Ansaldo o Castellet (siglo XVI-XVII)
- Torre Ferrer (siglo XVI-XVII)
- Torre Sarrió (1594)

### Partida de la Santa Faz
- Torre Santa Faz (siglo XVI, junto al monasterio del siglo XV)